# Simon Stephens

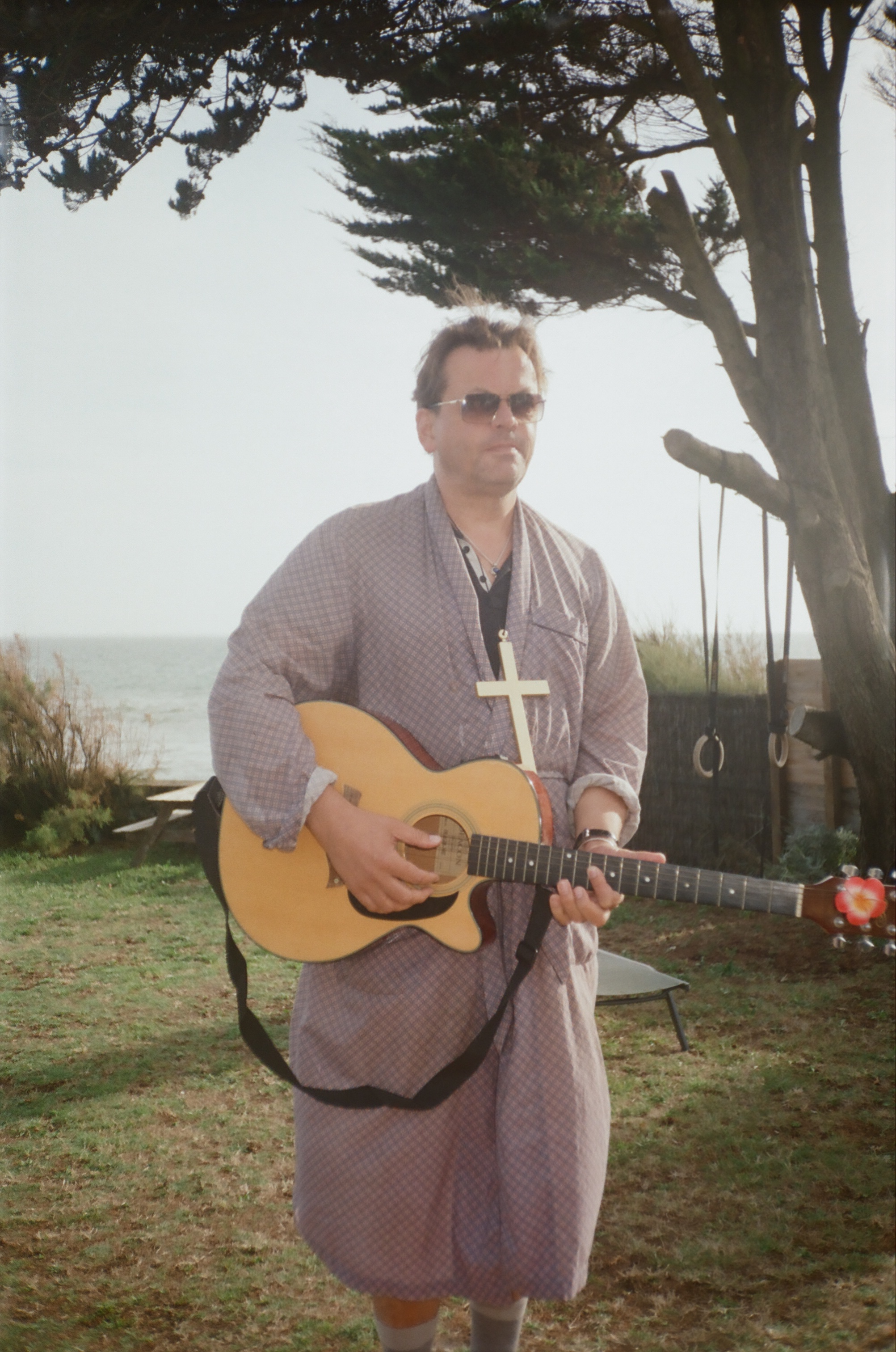
Simon Stephens

Simon Stephens (* 6. Februar 1971 in Stockport, Greater Manchester) ist ein britischer Dramatiker.
Er studierte Geschichte an der York University und arbeitete in verschiedenen Berufen, bevor er Lehrer für Englisch und Drama an der Eastbrook School in Dagenham wurde und mit dem Schreiben anfing.
Seine Stücke – stilistisch oft stark fragmentierte Monologe oder Dialoge – sind in den Industriestädten Mittelenglands angesiedelt und behandeln zeitrelevante Themen wie gesellschaftliche Isolierung und daraus resultierende Aggression und Gewalt, zerstörte Familienstrukturen oder die Auswirkungen des Irak-Krieges auf die britische Gesellschaft. Seine zentralen Figuren – fast ausnahmslos Opfer des britischen Klassensystems – kämpfen mit Kommunikationsproblemen und leiden an den Auswirkungen ihrer Situation, die sie nicht selten zu sozialen Monstern machen. Er gehört zurzeit zu den meistgespielten ausländischen Gegenwartsautoren an deutschsprachigen Theatern. In der Kritikerumfrage des Theatermagazins Theater heute wurde er 2006, 2007, 2008, 2011 und 2012 zum besten ausländischen Dramatiker des Jahres gewählt. 2011 wurde sein Drama Wastwater als Ausländisches Stück des Jahres ausgezeichnet.
Stephens lebt in London.

## Theaterstücke
(U: Uraufführung; DSE: deutschsprachige Erstaufführung)
- 1998 Bluebird, U: Royal Court Theatre, London, Regie: Gordon Anderson
- 2001 Herons, U: 22. Mai 2002, Royal Court Theatre, London, Regie: Simon Usher
  - Reiher, dt. von Barbara Christ, DSE: 28. März 2003 Staatstheater Stuttgart, Regie: Sebastian Nübling
- 2002 Port. U: 12. November 2002, Royal Exchange Theatre, Manchester, Regie: Marianne Elliott
  - Port, dt. von Barbara Christ, DSE: 17. Januar 2004, Theater Graz, Regie: Matthias Fontheim
- 2003 One Minute, U: 6. Juni 2003, Crucible Theatre, Sheffield, Regie: Gordon Anderson
  - One Minute. dt. von Barbara Christ, DSE: 5. November 2004, Staatstheater Stuttgart, Regie: Beat Fäh
- 2004 Christmas, U: 9. Januar 2004, Bush Theatre, London, Regie: Joanne McInnes
  - Christmas, dt. von Barbara Christ, DSE: 24. November 2007, Staatstheater Mainz, Regie: Matthias Fontheim
- 2004 Country Music, U: 28. Juni 2004, Royal Court Theatre, London, Regie: Gordon Anderson
  - Country Music, dt. von Barbara Christ, DSE: 14. Januar 2005, Schauspiel Essen / Theater Graz, Regie: Matthias Fontheim
- 2005 On the Shore of the Wide World, U: 18. April 2005 Royal Exchange Theater Manchester, Regie: Sarah Frankcom
  - Am Strand der weiten Welt, dt. von Barbara Christ, DSE: 9. März 2006 Schauspielhaus Zürich, Regie: Karin Beier
- 2006 Motortown, U: 22. April 2006, Royal Court Theatre, London, Regie: Ramin Gray
  - Motortown, dt. von Barbara Christ, DSE: 23. November 2006, Schauspielhaus Zürich, Regie: Samir
- 2007 Pornography
  - Pornographie, dt. von Barbara Christ, DSE: Schauspiel Hannover / Deutsches Schauspielhaus Hamburg, Regie: Sebastian Nübling
- 2007 Harper Regan, U: 23. April 2008, National Theatre, London, Regie: Marianne Elliott
  - Harper Regan, dt. von Barbara Christ, DSE: 22. August 2008, Salzburger Festspiele / Deutsches Schauspielhaus Hamburg, Regie: Ramin Gray
- 2008 Sea Wall, U: 8. Oktober 2008, Bush Theatre, London, Regie: George Perrin
  - Steilwand, DSE: 10. Januar 2010, Schauspiel Frankfurt, Frankfurt am Main, Regie: Lily Sykes
- 2009 Heaven, U: 11. August 2009, Traverse Theatre, Edinburgh
- 2009 Punk Rock, U: 3. September 2009, Lyric Hammersmith Theatre, London, Regie: Sarah Frankcom
- 2010 Ubu, U: 16. April 2010, Schauspiel Essen, Regie: Sebastian Nübling
- 2010 Marine Parade, Musik: Mark Eitzel, DSE: Juni 2010, Staatstheater Mainz
- 2010: T5, U: 18. August 2010, Traverse Theatre, Einburgh im Rahmen des Edinburgh Festival, Regie: Dominic Hill
  - 2011: Terminal 5, DSE: 16. Februar 2011, Schauspiel Frankfurt, Frankfurt am Main, Box; Regie: Lily Sykes
- 2011 Wastwater, Regie: Katie Mitchell, UA: Royal Court Theatre, London
  - 2011: Wastwater, Regie: Katie Mitchell, Englisch mit deutschen Übertiteln; DSE: 14. Mai 2011, Wiener Festwochen, Halle G im Museumsquartier Wien
- 2011: Three Kingdoms, Regie: Sebastian Nübling, UA: Teater NO99, Tallinn, Estland
  - 2011: Regie: Sebastian Nübling, DSE: 15. Oktober 2011, Münchner Kammerspiele, München[2]
  - 2012: Lyric Hammersmith Theatre, London
- 2014: Carmen Disruption, Regie: Sebastian Nübling, UA: 18. März 2014, Deutsches Schauspielhaus, Hamburg
- 2014 Birdland, U am 9. April 2014 am Royal Court Theatre, London (Regie: Carrie Cracknell), DSE am 2. Oktober 2016 am Nationaltheater Mannheim (Regie: Burkhard Kosminski)
- 2019 Maria, U: 19. Januar 2019, Thalia Theater, Hamburg, Regie: Sebastian Nübling